# Dzierzynski Bitz
Dzierzynski Bitz (также Оркестр Дзержинского) — интернациональный проект вокалиста и бессменного лидера Войцеха Дзержинского.
Коллектив официально базируется во Внутренней Словакии, Павловце-над-Угом.
Стиль группы — смесь «новой волны» и романтики советской эстрады.

## История
Дебютный альбом «I II III» вышел в свет в июне 2012 г.. Поначалу не получивший широких откликов в итоге диск попадет в годовые топы независимых изданий.
С сентября 2012 года группа открыла новый этап деятельности выступив на фестивале Gogolfest. Далее следует серия концертов в Киеве, Минске и Москве.
Вышедший весной 2013 сингл Podmoskovje / Vziat Siloj обозначил стремление группы к оркестровому звучанию и был одобрительно встречен критиками и общественностью. В поддержку сингла в марте 2013 года прошло аншлаговое мини-турне по столицам ближайших республик.
Летом 2013 года группа продолжает активно гастролировать — фестивали FORMA, Стереолето, первое зарубежное турне в Грузию и концерты в городах Украины.
В октябре 2013 года группа приступила к записи нового альбома. На роль продюсера был приглашен англичанин Грэм Саттон, известный по работе с These New Puritans, British Sea Power и Jarvis Cocker (Pulp). Работа над релизом заняла около года и охватила несколько студий Киева и Москвы. Пластинка Love Me Do вышла в ноябре 2014 года, она состоит из 12 треков (в неё также вошел уже вышедший Podmoskovje / Vziat' Siloj и EP Gladioulus изданный летом), помимо русскоязычных треков на пластинке есть песня на украинском языке Квіти. В плане саунда музыканты расширили палитру стиля добавив в неё больше электронного звучания и диско-фанковых ритмов. Альбом получил в целом позитивные отзывы — от сдержанных до статуса одного из лучших русскоязычных релизов года.
В поддержку второго большого альбома в октябре 2014 года группа провела Love Me Do тур по городам Украины, России, Прибалтики и Польши, проехав более 5000 км и дав 9 концертов в течение 12 дней.
В апреле 2015 года группа выпускает сингл Singapour / Taina, включающий достаточно неожиданные переработки песен двух выдающихся мастеров своей эпохи — Александра Вертинского и Леонида Утесова. В поддержку сингла группа дает серию концертов на Украине, впервые посетив Черновцы, Ивано-Франковск, Львов, а после этого отправляется в большой Сингапур-тур, охватив в общей сложности 13 городов Украины и России и проехав около 8000 км.
10 февраля 2017 года группа объявила о завершении концертной деятельности, анонсировав прощальный тур . В рамках тура планировались концерты в Москве, Санкт-Петербурге, Минске и Киеве.
Друзья, хотим сказать, что это действительно так. Мы прекращаем концертную деятельность. И группа распускается. Не хотелось бы сильно спекулировать на этой теме. Но не сообщить об этом всем, кто собирался бы нас послушать тоже неправильно. За последнее время мы сколотили отличную программу, которая заставит мертвого танцевать и растопит холодное сердце любого городского циника. Предлагаем отжечь вместе с нами на наших апрельских шоу. Анонсы будут отдельными постами. Мы едем в Москву, Петербург, Минск. Ну и конечно, Киев. До встречи на концертах! Еще хотим добавить, что с музыкой никто из нас не завязывает.

## Пролог
Группа начала свою деятельность в 2007 году как сайд-проект басиста московской группы Man Bites Dog.
Уже спустя пару месяцев ансамбль ярко заявил о себе сыграв вместе с одними из апологетов nu-rave шотландцами Shitdisco в клубе Гоголь. Далее следует серия концертов в Москве и Петербурге, поездка в Польшу и выступление на пике формы в качестве российских хедлайнеров московского фестиваля AVANT.
Однако далее личные разногласия в коллективе и неудачные попытки работы в студии приводят к роспуску проекта. Лидер коллектива Войцех Дзержинский остается один на один с набросками материала и идеями звучания будущего альбома.
Дело сдвигается в 2009 году с появлением нового басиста Анджея Вишни (участник группы Dido the Transformer) и барабанщика Михайло Мицкевича (известный музыкант многих экспериментально-джазовых коллективов Москвы). Группа осуществляет удачные сессии в студии Андрея Бочко и через год записывает основные партии для альбома. В текущей формации ансамбль дает один концерт после чего участники решают покинуть коллектив в пользу работы в основных проектах. Летом Войцех вместе с оборудованием перебирается на дачу знакомых и продолжает работу на альбомом. С приближением осени лидер коллектива окончательно уезжает из Москвы, меняя место жительства на столицу соседнего государства—город Киев. На Украине были дописаны многие партии и инструменты к дебютной пластинке. Сведение альбома было осуществлено весной 2012 года в Лондоне силами Джо Хёрста (Yasmin, Ian Brown, dEUS).

## Состав
- Войцех Дзержинский — гитара, голос, эффекты
- Сергио Дабчек — гитара
- Ферко Дюрица — бас
- Рами Каллас — клавиши
- Константин Буковски — труба, перкуссия[13]
- Кшиштоф Грехута — барабаны

## Дискография

### Альбомы
- I II III (2012)
- I II III re-mastered (2013)
- Gladiolus EP (2014)
- Love Me Do (2014)
- Novy Twist EP (2015)

### Синглы
- Den' / Sex w ZSRR (2010)
- Podmoskovje / Vziat' Siloj (2013)
- Kvity / Virazhy (2014)
- Singapour / Taina (2015)

## Видео
- Sex w ZSRR  на YouTube (2011)
- Den'  на YouTube (2013)
- Женщина / Ženščina / Zhenschina'  на YouTube (2013)
- Тайна / Taina  на YouTube (2014)

### Интервью
- Colta.ru
- Модный Петербург (недоступная ссылка)
- AVANT music
- Blog: Keen as mustard